# فرانكو كولومبو (لاعب كرة قدم)
فرانكو كولومبو (بالإيطالية: Franco Colombo)‏ (10 أكتوبر 1917 بلنيانو في إيطاليا - ) هو لاعب كرة قدم إيطالي في مركز الدفاع. لعب مع إنتر ميلان ونادي لنيانو ونادي لوكيزي وASD Gallarate Calcio ‏ وMATER ‏.

## وصلات خارجية
- فرانكو كولومبو على موقع قاعدة بيانات كرة القدم.إي يو (الإنجليزية)